# Закам'янський провулок
Провулок Закам'янський  — провулок в Богунському районі Житомира.
Новий географічний топонім, пов'язаний з географічним розміщенням відносно центру Житомира — за річкою Кам'янкою.

## Розташування
Починається від вулиці Скульптора Олішкевича та прямує на захід, де закінчується перетином з вулицею Закам'янською. Перетинається з провулком Максима Залізняка та проїздом Гамченка.
Довжина провулка — 300 метрів.

## Історія
Попередня назва — 2-й Пролетарський провулок. Відповідно до розпорядження Житомирського міського голови від 19 лютого 2016 року № 112 «Про перейменування топонімічних об'єктів та демонтаж пам'ятних знаків у м. Житомирі», був перейменований на провулок Закам'янський.